# Lista odcinków Kocham cię, Polsko!
Artykuł zawiera listę odcinków programu rozrywkowego pt. „Kocham cię, Polsko!”, emitowanego przez TVP2.

## 1. seria (wiosna 2009)
| Numer w serii | Numer ogółem | Drużyna Katarzyny                                             | Drużyna Marzeny                                                 | Gość specjalny       | Data pierwszej emisji | Oglądalność | Bonusy w finale | Wynik    |
| ------------- | ------------ | ------------------------------------------------------------- | --------------------------------------------------------------- | -------------------- | --------------------- | ----------- | --------------- | -------- |
| 1             | 1            | - Joanna Liszowska - Mariusz Pudzianowski - Bohdan Łazuka     | - Michał Piróg - Aneta Florczyk - Daniel Olbrychski             | Marcin Miller        | 13 marca 2009         | 3 644 075   | 100             | 64 : 91  |
| 2             | 2            | - Paweł Pindur - Mateusz Borek - Jolanta Fraszyńska           | - Mariusz Kałamaga - Paulina Chylewska - Edyta Jungowska        | Bohdan Łazuka        | 20 marca 2009         | 3 504 883   | 100             | 62 : 67  |
| 3             | 3            | - Samuel Palmer - Marek Starybrat - Katarzyna Skrzynecka      | - Agnieszka Włodarczyk - Jarosław Budnik - Piotr Gąsowski       | Wanda Kwietniewska   | 27 marca 2009         | 3 114 028   | 100             | 74 : 90  |
| 4             | 4            | - Maciej Rock - Jagna Marczułajtis - Grażyna Wolszczak        | - Agnieszka Szulim-Badziak - Wojciech Brzozowski - Ewa Kasprzyk | Andrzej Krzywy       | 3 kwietnia 2009       | 3 299 646   | 100             | 96 : 110 |
| 5             | 5            | - Mikołaj Krawczyk - Anna Wiśniewska - Cezary Żak             | - Aneta Zając - Michał Wiśniewski - Katarzyna Żak               | Małgorzata Ostrowska | 11 kwietnia 2009      | bd.         | 100, 200        | 81: 79   |
| 6             | 6            | - Karolina Nowakowska - Izabela Kuna - Andrzej Supron         | - Katarzyna Burzyńska - Edyta Olszówka - Andrzej Krzywy         | Ivan Komarenko       | 17 kwietnia 2009      | 2 870 359   | 100             | 92: 62   |
| 7             | 7            | - Elżbieta Romanowska - Adam Grzanka - Wanda Kwietniewska     | - Joanna Jabłczyńska - Adam Małczyk - Małgorzata Ostrowska      | Michał Wiśniewski    | 24 kwietnia 2009      | 3 081 062   | 100             | 94: 66   |
| 8             | 8            | - Anna Mucha - Monika Richardson - Krzysztof Kiersznowski     | - Aleksandra Szwed - Piotr Kraśko - Agnieszka Pilaszewska       | Bolter               | 1 maja 2009           | 3 127 884   | 100, 200        | 58 : 85  |
| 9             | 9            | - Artur Chamski - Paulina Holtz - Włodzimierz Szaranowicz     | - Lidia Kopania - Katarzyna Bujakiewicz - Dariusz Szpakowski    | Krystyna Prońko      | 8 maja 2009           | 2 934 170   | 200             | 51 : 93  |
| 10            | 10           | - Mieszko Sibilski - Leszek Blanik - Majka Jeżowska           | - Ziemowit Brodzikowski - Aneta Konieczna - Krystyna Prońko     | Robert Gawliński     | 15 maja 2009          | 3 149 266   | 100             | 93: 73   |
| 11            | 11           | - Marcin Janos Krawczyk - Igor Kwiatkowski - Agnieszka Maciąg | - Rafał Cieszyński - Robert Motyka - Karolina Wajda             | Katarzyna Cerekwicka | 22 maja 2009          | 3 069 406   | 100, 200        | 73 : 76  |
| 12            | 12           | - Monika Mrozowska - Anna Popek - Beata Tyszkiewicz           | - Anna Dereszowska - Klaudia Carlos - Bogumiła Wander           | K.A.S.A.             | 29 maja 2009          | 3 136 854   | 100, 200        | 169: 75  |
| 13            | 13           | - Katarzyna Cerekwicka - Krzysztof Skiba - Krzysztof Hanke    | - Dominika Gawęda - Paweł Konnak - Joanna Bartel                | Norbi                | 5 czerwca 2009        | 2 793 740   | 100, 1000       | 75: 75   |

## 2. seria (jesień 2009)
| Numer w serii | Numer ogółem | Drużyna Katarzyny                                                                                  | Drużyna Marzeny                                                                                   | Gość specjalny            | Data pierwszej emisji | Oglądalność | Bonusy w finale         | Wynik     |
| ------------- | ------------ | -------------------------------------------------------------------------------------------------- | ------------------------------------------------------------------------------------------------- | ------------------------- | --------------------- | ----------- | ----------------------- | --------- |
| 1             | 14           | - Magdalena Schejbal - Andrzej Nejman - Ewa Ziętek                                                 | - Marek Kaliszuk - Małgorzata Socha - Andrzej Grabowski                                           | De Press                  | 11 września 2009      | 2 928 265   | 300                     | 77 : 93   |
| 2             | 15           | - Barbara Tatara - Sebastian Karpiel-Bułecka - Rafał Rutkowski                                     | - Angelika Jakubowska - Paweł Nastula - Grzegorz Halama                                           | Shazza                    | 25 września 2009      | 2 714 833   | 100                     | 92: 71    |
| 3             | 16           | - Maja Włoszczowska - Agnieszka Wosińska - Paweł Królikowski                                       | - Bartosz Obuchowicz - Małgorzata Lewińska - Małgorzata Ostrowska-Królikowska                     | Iwona Węgrowska           | 2 października 2009   | 2 805 387   | 200                     | 78 : 94   |
| 4             | 17           | - Mezo - Szymon Ziółkowski - Ewa Szykulska                                                         | - Kasia Wilk - Renata Dancewicz - Marek Siudym                                                    | Anna Wyszkoni             | 9 października 2009   | 2 541 313   | 100                     | 95: 80    |
| 5             | 18           | - Antoni Królikowski - Katarzyna Glinka / Paweł Deląg - Waldemar Sierański / Weronika Książkiewicz | - Weronika Książkiewicz / Katarzyna Glinka - Paweł Deląg / Waldemar Sierański - Leszek Malinowski | Halina Frąckowiak         | 16 października 2009  | 2 717 248   | 300, 400, 500           | 76 : 98   |
| 6             | 19           | - Agnieszka Wieszczek - Norbi - Małgorzata Rożniatowska                                            | - Odeta Moro-Figurska - Robert Kudelski - Emilia Krakowska                                        | Sebastian Karpiel-Bułecka | 23 października 2009  | 2 977 186   | 200, 300, 400, 500      | 80 : 104  |
| 7             | 20           | - Patricia Kazadi - Szymon Kołecki - Robert Janowski                                               | - Iwona Węgrowska - Beata Sadowska - Maciej Orłoś                                                 | Feel                      | 30 października 2009  | 4 526 335   | 200                     | 114 : 116 |
| 8             | 21           | - Maria Niklińska - Bartłomiej Topa - Michał Ogórek                                                | - Daniel Wieleba - Iwona Guzowska - Kazimiera Szczuka                                             | Irena Jarocka             | 6 listopada 2009      | 3 542 588   | 100                     | 100 : 104 |
| 9             | 22           | - Rafał Mroczek - Olga Borys - Mariusz Czajka                                                      | - Marcin Mroczek - Anna Wyszkoni - Joanna Kurowska                                                | Leszcze                   | 13 listopada 2009     | 2 584 544   | 100, 300, 500           | 80 : 107  |
| 10            | 23           | - Tomasz Majewski - Jarosław Kulczycki - Marzena Trybała                                           | - Piotr Kupicha - Marzena Sienkiewicz - Tomasz Stockinger                                         | Pectus                    | 20 listopada 2009     | 2 543 961   | 100, 200, 300, 400, 500 | 115: 91   |
| 11            | 24           | - Jadwiga Gryn - Łukasz Golec - Maciej Miecznikowski                                               | - Małgorzata Socha - Paweł Golec - Krzysztof Ibisz                                                | Alicja Majewska           | 27 listopada 2009     | 3 416 158   | 100, 200, 300, 400, 500 | 83 : 97   |
| 12            | 25           | - Rafał Patyra - Dorota Deląg - Halina Frąckowiak                                                  | - Otylia Jędrzejczak - Daria Widawska - Piotr Rubik                                               | Kasia Wilk & Mezo         | 4 grudnia 2009        | 3 658 481   | 100, 200, 300           | 170: 83   |
| 13            | 26           | - Piotr Kędzierski - Kacper Kuszewski - Dorota Kamińska                                            | - Radosław Brzózka - Ilona Ostrowska - Zbigniew Buczkowski                                        | Golec uOrkiestra          | 11 grudnia 2009       | bd.         | 100, 200, 300           | 96 : 118  |

## 3. seria (wiosna 2010)
| Numer w serii | Numer ogółem | Drużyna Katarzyny                                                  | Drużyna Marzeny                                                | Gość specjalny       | Data pierwszej emisji | Oglądalność | Bonusy w finale         | Wynik    |
| ------------- | ------------ | ------------------------------------------------------------------ | -------------------------------------------------------------- | -------------------- | --------------------- | ----------- | ----------------------- | -------- |
| 1             | 27           | - Ivan Komarenko - Sonia Bohosiewicz - Maria Czubaszek             | - Olga Frycz - Adam Sztaba - Rafał Bryndal                     | Andrzej Rybiński     | 5 marca 2010          | 2 925 892   | 100, 200, 300           | 89: 87   |
| 2             | 28           | - Joanna Gleń - Adam Korol - Tomasz Schimscheiner                  | - Katarzyna Sowińska - Marek Kolbowicz - Piotr Cyrwus          | Paulla               | 12 marca 2010         | 2 993 603   | 400                     | 92 : 113 |
| 3             | 29           | - Żora Koroliow - Paulina Ignasiak - Olaf Lubaszenko               | - Weronika Rosati - Sidney Polak - Szymon Majewski             | Halina Kunicka       | 19 marca 2010         | 2 842 790   | 100, 200, 300, 400, 500 | 62 : 97  |
| 4             | 30           | - Andżelika Piechowiak - Krzysztof Respondek - Przemysław Saleta   | - Sasha Strunin - Łukasz Nowicki - Dariusz Michalczewski       | Sidney Polak         | 26 marca 2010         | 3 091 596   | 200                     | 79 : 81  |
| 5             | 31           | - Sebastian Cybulski - Agnieszka Wagner - Adrianna Biedrzyńska     | - Katarzyna Cichopek - Michał Lesień - Robert Moskwa           | Jerzy Połomski       | 3 kwietnia 2010       | 2 581 504   | 100, 300, 500           | 96: 79   |
| 6             | 32           | - Maria Góralczyk - Sambor Czarnota - Tomasz Zubilewicz            | - Anna Gzyra - Rafał Mohr - Jarosław Kret                      | Atrakcyjny Kazimierz | 9 kwietnia 2010       | 3 352 296   | 200, 400                | 279: 97  |
| 7             | 33           | - Agnieszka Szulim - Joanna Kupińska - Robert Rozmus               | - Natalia Partyka - Marcin Bosak - Alicja Węgorzewska          | Ivan Komarenko       | 23 kwietnia 2010      | 2 973 309   | 200                     | 52 : 80  |
| 8             | 34           | - Paulina Przybysz - Paulina Smaszcz-Kurzajewska - Paweł Konnak    | - Natalia Przybysz - Piotr Cugowski - Katarzyna Dowbor         | Urszula              | 30 kwietnia 2010      | 3 151 459   | 300                     | 82: 69   |
| 9             | 35           | - Jakub Przygoński - Marek Dąbrowski - Jacek Czachor               | - Mandaryna - Katarzyna Cerekwicka - Urszula                   | Stachursky           | 7 maja 2010           | 3 137 527   | 300                     | 68 : 93  |
| 10            | 36           | - Kamilla Baar - Andrzej Nejman - Tomasz Jacyków                   | - Marcin Mroziński - Joanna Liszowska - Krzysztof Skiba        | Blenders             | 14 maja 2010          | 3 231 327   | 100                     | 96: 78   |
| 11            | 37           | - Michał Piróg - Anna Wiśniewska - Ewa Wencel                      | - Edyta Herbuś - Tomasz Jachimek - Edyta Jungowska             | Marcin Mroziński     | 21 maja 2010          | 2 996 320   | 300                     | 70: 69   |
| 12            | 38           | - Radosław Brzózka - Agnieszka Litwin-Sobańska - Karol Strasburger | - Elżbieta Romanowska - Wojciech Kamiński - Fiolka Najdenowicz | Andrzej Krzywy       | 28 maja 2010          | 2 885 421   | 100, 300, 500           | 72 : 89  |
| 13            | 39           | - Marcin Szczurkiewicz - Ada Fijał - Piotr Polk                    | - Karol Golonka - Tomasz Sikora - Jolanta Fraszyńska           | Krystyna Giżowska    | 4 czerwca 2010        | 3 355 576   | 500                     | 74 : 80  |

## 4. seria (jesień 2010)
| Numer w serii | Numer ogółem | Drużyna Katarzyny                                          | Drużyna Marzeny                                               | Data pierwszej emisji | Oglądalność | Bonusy w finale | Wynik |
| ------------- | ------------ | ---------------------------------------------------------- | ------------------------------------------------------------- | --------------------- | ----------- | --------------- | ----- |
| 1             | 40           | - Marek Molak - Joanna Koroniewska - Stachursky            | - Wanda Kwietniewska - Piotr Kupicha - Aleksandra Szwed       | 17 września 2010      |             |                 |       |
| 2             | 41           | - Monika Pyrek - Rafał Cieszyński - Jacek Poniedziałek     | - Katarzyna Burzyńska - Piotr Kraśko - Małgorzata Walewska    | 24 września 2010      |             |                 |       |
| 3             | 42           | - Candy Girl - Mariusz Czerkawski - Jarosław Kulczycki     | - Klaudia Halejcio - Andrzej Piaseczny - Małgorzata Ostrowska | 1 października 2010   |             |                 |       |
| 9             | 48           | - Jan Mela - Anna Guzik - Urszula Dudziak                  | - Sylwia Gruchała - Kamil Maćkowiak - Olga Bołądź             | 12 listopada 2010     |             |                 |       |
| 10            | 49           | - Antoni Królikowski - Radosław Majdan - Majka Jeżowska    | - Patricia Kazadi - Tomasz Iwan - Krzysztof Cugowski          | 19 listopada 2010     |             |                 |       |
| 11            | 50           | - Bartosz Obuchowicz - Paweł Golec - Ewa Kasprzyk          | - Anna Wyszkoni - Maciej Rock - Magdalena Zawadzka            | 26 listopada 2010     |             |                 |       |
| 12            | 51           | - Wojciech Łozowski - Marcin Szczurkiewicz - Joanna Bartel | - Tomasz Lach - Karol Golonka - Marzena Trybała               | 3 grudnia 2010        |             |                 |       |

## 5. seria (wiosna 2011)
| Numer w serii | Numer ogółem | Drużyna Katarzyny                                                          | Drużyna Marzeny                                                | Data pierwszej emisji | Oglądalność | Bonusy w finale | Wynik |
| ------------- | ------------ | -------------------------------------------------------------------------- | -------------------------------------------------------------- | --------------------- | ----------- | --------------- | ----- |
| 2             | 53           | Barwy szczęścia - Marek Molak - Krzysztof Respondek - Joanna Trzepiecińska | Ranczo - Bogdan Kalus - Violetta Arlak - Sylwester Maciejewski | 11 marca 2011         |             |                 |       |
| 3             | 54           | - Sebastian Karpiel-Bułecka - Halina Młynkowa - Beata Ścibakówna           | - Natalia Kukulska - Łukasz Nowicki - Emilia Krakowska         | 18 marca 2011         |             |                 |       |
| 4             | 55           | - Aleksandra Szwed - Joanna Liszowska - Agnieszka Maciąg                   | - Mariusz Pudzianowski - Szymon Kołecki - Przemysław Saleta    | 25 marca 2011         |             |                 |       |
| 5             | 56           | - Agnieszka Szulim - Katarzyna Skrzynecka - Maria Czubaszek                | - Rozalia Mancewicz - Iwona Guzowska - Krystyna Czubówna       | 1 kwietnia 2011       |             |                 |       |
| 7             | 58           | - Marco Bocchino - Norbi - Zbigniew Buczkowski                             | - Conrado Moreno - Paweł „Konjo” Konnak - Krzysztof Hanke      | 15 kwietnia 2011      |             |                 |       |

## 6. seria (jesień 2011)
| Numer w serii | Numer ogółem | Drużyna Katarzyny | Drużyna Marzeny | Gość specjalny | Data pierwszej emisji | Oglądalność | Bonusy w finale | Wynik |
| ------------- | ------------ | ----------------- | --------------- | -------------- | --------------------- | ----------- | --------------- | ----- |

## 7. seria (wiosna 2012)
| Numer w serii | Numer ogółem | Drużyna Katarzyny | Drużyna Joanny | Gość specjalny | Data pierwszej emisji | Oglądalność | Bonusy w finale | Wynik |
| ------------- | ------------ | ----------------- | -------------- | -------------- | --------------------- | ----------- | --------------- | ----- |

## 8. seria (jesień 2012)
| Numer w serii | Numer ogółem | Drużyna Katarzyny                                                    | Drużyna Joanny                                                     | Data pierwszej emisji |
| ------------- | ------------ | -------------------------------------------------------------------- | ------------------------------------------------------------------ | --------------------- |
| 1             | 89           | - Marta Kielczyk - Jarosław Kret - Tomasz Jachimek                   | - Tomasz Lach - Agnieszka Woźniak-Starak - Aleksander Milwiw-Baron | 2 września 2012       |
| 2             | 90           | - Jan Mela - Anita Włodarczyk - Magdalena Fularczyk-Kozłowska        | - Beata Pawlikowska - Julia Michalska - Adrian Zieliński           | 9 września 2012       |
| 3             | 91           | - Rafał Mroczek - Tomasz Frankowski - Wojciech Pijanowski            | - Aleksandra Szwed - Zofia Noceti-Klepacka - Krystyna Czubówna     | 16 września 2012      |
| 4             | 92           | - Katarzyna Żak - Marek Kościkiewicz - Mariusz Totoszko              | - Krzysztof „Jankes” Jankowski - Liber - Adrianna Biedrzyńska      | 23 września 2012      |
| 5             | 93           | - Agnieszka Więdłocha - Edward Linde-Lubaszenko - Sebastian Cybulski | - Beata Tyszkiewicz - Mariusz Czerkawski - Maria Niklińska         | 30 września 2012      |
| 6             | 94           | - Monika Tarka-Kilen - Stan Borys - Beata Chmielowska-Olech          | - Anna Popek - Robert Kilen - Małgorzata Ostrowska                 | 7 października 2012   |
| 7             | 95           | - Krzysztof Hołowczyc - Piotr Papke - Robert Korzeniowski            | - Monika Dryl - Witold Paszt - Krzysztof Kasowski                  | 14 października 2012  |
| 8             | 96           | - Mrozu - Paweł Nastula - Don Vasyl                                  | - Rafał Brzozowski - Dziani - Tomasz Iwan                          | 21 października 2012  |
| 9             | 97           | - Alicja Węgorzewska-Whiskerd - Olga Borys - Tomasz Ciachorowski     | - Paulina Chylewska - Natalia Siwiec - Piotr Kraśko                | 28 października 2012  |
| 10            | 98           | - Magdalena Zawadzka - Honorata Skarbek - Anna Wendzikowska          | - Mateusz Szymkowiak - Daniel Olbrychski - Rafał Rutkowski         | 4 listopada 2012      |
| 11            | 99           | - Beata Ścibakówna - Marcin Kwaśny - Wojciech Cugowski               | - Edyta Herbuś - Piotr Machalica - Piotr Cugowski                  | 18 listopada 2012     |
| 12            | 100          | - Ewa Ziętek - Maciej Musiał - Tomasz Kammel                         | - Hanna Śleszyńska - Piotr Gąsowski - Robert Rozmus                | 25 listopada 2012     |

## 9. seria (wiosna 2016)
| Numer w serii | Numer ogółem | Drużyna Tomasza                                                                                           | Drużyna Macieja                                                                         | Gość specjalny                           | Data pierwszej emisji | Oglądalność | Bonusy w finale | Wynik   |
| ------------- | ------------ | --- | --------------------------------------------------------------------------------------- | ---------------------------------------- | --------------------- | ----------- | --------------- | ------- |
| 1             | 101          | Siatkarze - Andrzej Wrona - Karol Kłos - Piotr Gruszka                                                    | Wokalistki - Ewelina Lisowska - Ewa Farna - Kayah                                       | Stanisław Sojka                          | 5 marca 2016          | 2 250 011   | 100, −50        | 55 : 66 |
| 2             | 102          | M jak miłość - Mikołaj Roznerski - Teresa Lipowska - Andrzej Młynarczyk                                   | Ranczo - Cezary Żak - Marta Chodorowska - Bogdan Kalus                                  | Kasia Stankiewicz z zespołem Varius Manx | 12 marca 2016         | 2 390 982   | 100, −50        | 94: 82  |
| 3             | 103          | Kabareciarze - Mariusz Kałamaga - Ewa Błachnio - Robert Korólczyk                                         | Aktorzy - Paulina Holtz - Piotr Cyrwus - Dominika Ostałowska                            | Ewa Farna                                | 19 marca 2016         | 2 263 157   | 100, −50        | 113: 67 |
| 4             | 104          | Rodzina Królikowskich - Antoni Królikowski - Małgorzata Ostrowska-Królikowska - Paweł Królikowski         | Zespół Pectus - Tomasz Szczepanik - Marek Szczepanik - Maciej Szczepanik                | Andrzej Krzywy z zespołem De Mono        | 26 marca 2016         | bd.         | 100, −50        | 92: 75  |
| 5             | 105          | Wokaliści - Stanisław Karpiel-Bułecka - Grzegorz Skawiński - Grzegorz Hyży                                | Prezenterki TVP2 - Marcelina Zawadzka - Anna Popek - Monika Zamachowska                 | bd.                                      | 2 kwietnia 2016       | bd.         | bd.             | bd.     |
| 6             | 106          | Aktorki - Joanna Moro - Aleksandra Domańska - Joanna Osyda                                                | Sportowcy - Wojciech Brzozowski - Jerzy Janowicz - Mariusz Czerkawski                   | bd.                                      | 9 kwietnia 2016       | bd.         | bd.             | bd.     |
| 7             | 107          | Dziennikarze radia RMF FM - Przemysław Skowron - Ewelina Pacyna - Dariusz Maciborek                       | Cugowscy - Piotr Cugowski - Wojciech Cugowski - Krzysztof Cugowski                      | bd.                                      | 16 kwietnia 2016      | bd.         | bd.             | bd.     |
| 8             | 108          | jazzmanki - Mika Urbaniak - Maria Sadowska - Lora Szafran                                                 | Aktorzy - Olga Bończyk - Magdalena Kumorek - Olaf Lubaszenko                            | bd.                                      | 23 kwietnia 2016      | bd.         | bd.             | bd.     |
| 9             | 109          | Na dobre i na złe - Marcin Rogacewicz - Bartosz Opania - Robert Koszucki                                  | Barwy szczęścia - Przemysław Cypryański - Jacek Rozenek - Zbigniew Buczkowski           | bd.                                      | 30 kwietnia 2016      | bd.         | bd.             | bd.     |
| 10            | 110          | Strażacy - Jakub Wesołowski - Mateusz Banasiuk - Jacek Lenartowicz                                        | Na sygnale - Monika Mazur - Agata Załęcka - Wojciech Kuliński                           | bd.                                      | 7 maja 2016           | bd.         | bd.             | bd.     |
| 11            | 111          | Piłkarze - Tomasz Hajto - Tomasz Iwan - Piotr Świerczewski                                                | Aktorki - Jolanta Fraszyńska - Weronika Rosati - Katarzyna Cichopek                     | bd.                                      | 14 maja 2016          | bd.         | bd.             | bd.     |
| 12            | 112          | Trenerzy The Voice of Poland - Tomasz „Tomson” Lach - Aleksander „Baron” Milwiw-Baron - Andrzej Piaseczny | Uczestnicy talent show - Rafał Brzozowski - Joanna „Ruda” Czarnecka - Magda Steczkowska | bd.                                      | 21 maja 2016          | bd.         | bd.             | bd.     |

## 10. seria (wiosna 2017)
| Numer w serii | Numer ogółem | Drużyna Tomasza                                                                        | Drużyna Antoniego                                                                       | Gość specjalny                                   | Data pierwszej emisji | Oglądalność | Bonusy w finale       | Wynik     |
| ------------- | ------------ | -------------------------------------------------------------------------------------- | --------------------------------------------------------------------------------------- | ------------------------------------------------ | --------------------- | ----------- | --------------------- | --------- |
| 1             | 113          | Wokaliści - Stanisław Karpiel-Bułecka - Adam Asanov - Piotr Kupicha                    | Wokalistki - Natalia Szroeder - Katarzyna Kowalska - Anna Wyszkoni                      | Izabela Trojanowska                              | 4 marca 2017          | 2 216 333   | 200, −50              | 122: 108  |
| 2             | 114          | Aktorki z serialu Czasu honoru - Agnieszka Więdłocha - Karolina Gorczyca - Marta Juras | Aktorzy z serialu Czasu honoru - Antoni Pawlicki - Jakub Wesołowski - Jan Wieczorkowski | Kasia Kowalska                                   | 11 marca 2017         | 2 230 307   | 100, −50              | 100 : 107 |
| 3             | 115          | Aktorki - Anna Karczmarczyk - Izabela Kuna - Katarzyna Ankudowicz                      | Sportowcy - Mariusz Pudzianowski - Otylia Jędrzejczak - Andrzej Supron                  | Stanisław Karpiel-Bułecka z zespołem Future Folk | 18 marca 2017         | 2 175 573   | 200, −50, −50         | 152: 151  |
| 4             | 116          | Klan - Anna Matysiak - Tomasz Stockinger - Izabela Trojanowska                         | M jak miłość - Andrzej Młynarczyk - Anna Mucha - Marcin Mroczek                         | Beata Kozidrak z zespołem Bajm                   | 25 marca 2017         | bd.         | 100, −50              | 81 : 89   |
| 5             | 117          | Aktorki - Maja Bohosiewicz - Ewa Kasprzyk - Klaudia Halejcio                           | Aktorzy - Mikołaj Roznerski - Robert Koszucki - Tomasz Ciachorowski                     | Natalia Szroeder                                 | 1 kwietnia 2017       | bd.         | 100, −50              | 68 : 92   |
| 6             | 118          | Gospodarze teleturniejów TVP2 - Łukasz Nowicki - Magda Masny - Karol Strasburger       | Mumio - Jacek Borusiński - Jadwiga Basińska - Dariusz Basiński                          | Anna Wyszkoni                                    | 8 kwietnia 2017       | bd.         | 100, 200, 300, −50, ? | 299: 168  |
| 7             | 119          | Pierwsza randka - Magdalena Jaroszewicz - Paulina Sobota - Aleksander Mackiewicz       | Artyści disco polo - Marcin Miller - Radosław Liszewski - Paweł „Czadoman” Dudek        | Mateusz Mijal                                    | 16 kwietnia 2017      | bd.         | 100, 200, 300, −50, ? | 101 : 143 |
| 8             | 120          | Ojciec Mateusz - Rafał Cieszyński - Michał Piela - Artur Pontek                        | Ranczo - Ilona Ostrowska - Piotr Ligienza - Katarzyna Żak                               | Michał Szpak                                     | 22 kwietnia 2017      | bd.         | 100, 200, 300, −50, ? | 42 : 176  |
| 9             | 121          | Showmani - Norbi - Tomasz Tylicki - Robert Rozmus                                      | Dziennikarze radia RMF FM - Dariusz Maciborek - Ewelina Pacyna - Michał Zieliński       | Zbigniew Wodecki                                 | 29 kwietnia 2017      | bd.         | bd.                   | bd.       |
| 10            | 122          | Dziennikarze TVP - Paulina Chylewska - Tomasz Rożek - Beata Chmielowska-Olech          | Bake Off – Ale ciacho! - Marcelina Zawadzka - Dorota Czaja - Małgorzata Molska          | Adam Asanov z zespołem Piersi                    | 6 maja 2017           | bd.         | 100, −50              | 127: 92   |
| 11            | 123          | Aktorki - Agnieszka Włodarczyk - Daria Widawska - Magdalena Waligórska-Lisiecka        | Sportowcy - Jerzy Dudek - Kajetan Kajetanowicz - Grzegorz Tkaczyk                       | Cugowscy                                         | 13 maja 2017          | bd.         | 200, −50, ?           | 112 : 129 |
| 12            | 124          | Mężowie - Cezary Harasimowicz - Radosław Pazura - Piotr Rubik                          | Żony - Grażyna Wolszczak - Dorota Chotecka-Pazura - Agata Rubik                         | Szymon Chodyniecki                               | 20 maja 2017          | bd.         | 200, 300, −50, ?      | 149 : 157 |

## 11. seria (wiosna 2018)
| Numer w serii | Numer ogółem | Drużyna Tomasza                                                                     | Drużyna Antoniego                                                            | Gość specjalny             | Data pierwszej emisji | Bonusy w finale              | Wynik     |
| ------------- | ------------ | ----------------------------------------------------------------------------------- | ---------------------------------------------------------------------------- | -------------------------- | --------------------- | ---------------------------- | --------- |
| 1             | 125          | Aktorki - Ewa Kasprzyk - Anna Dereszowska - Olga Frycz                              | Aktorzy - Mikołaj Roznerski - Jakub Wesołowski - Redbad Klynstra-Komarnicki  | Kombii                     | 3 marca 2018          | 200, 300, 400, –50           | 161: 60   |
| 2             | 126          | Blondyni - Rafał Jonkisz - Jacek Lenartowicz - Paweł Stasiak                        | Brunetki - Izabella Krzan - Katarzyna Glinka - Agnieszka Rylik               | Rafał Brzozowski           | 10 marca 2018         | 200, –50                     | 148: 147  |
| 3             | 127          | Aktorzy - Rafał Cieszyński - Małgorzata Ostrowska-Królikowska - Marek Kaliszuk      | Wokaliści - Rafał Brzozowski - Natalia Szroeder - Grzegorz Skawiński         | Wanda Kwietniewska         | 17 marca 2018         | 200, 300, –50                | 75 : 125  |
| 4             | 128          | Młode mamy - Natalia Siwiec - Joanna Moro - Izabela Zwierzyńska                     | Młodzi ojcowie - Michał Koterski - Rafał Mroczek - Marcin Liber Piotrowski   | De Mono                    | 24 marca 2018         | 100, 200, –50                | 133 : 141 |
| 5             | 129          | M jak miłość - Anna Mucha - Kacper Kuszewski - Małgorzata Pieńkowska                | Na dobre i na złe - Marcin Rogacewicz - Aleksandra Hamkało - Robert Koszucki | Natalia Szroeder           | 31 marca 2018         | 100, 200, 300, –50           | 118: 99   |
| 6             | 130          | Aktorki - Katarzyna Bujakiewicz - Daria Widawska - Elena Leszczyńska                | Obcokrajowcy - Jan Kliment - Mamed Chalidow - Paolo Cozza                    | Saszan Ewelina Lisowska    | 7 kwietnia 2018       | 100, 200, 300, 400, –50      | 45 : 126  |
| 7             | 131          | Sportowcy - Kajetan Kajetanowicz - Otylia Jędrzejczak - Mariusz Czerkawski          | Aktorzy - Hanna Śleszyńska - Tomasz Stockinger - Joanna Kurowska             | Andrzej Rybiński           | 14 kwietnia 2018      | 100, 200, 300, 400, 500, –50 | 284: 88   |
| 8             | 132          | Aktorzy z serialu Za marzenia - Anna Karczmarczyk - Maciej Radel - Maja Bohosiewicz | Twarze TVP2 - Julia Wieniawa - Marcelina Zawadzka - Mateusz Szymkowiak       | Michał Szpak               | 21 kwietnia 2018      | 200, –50                     | 156 : 170 |
| 9             | 133          | Kabaret Młodych Panów - Łukasz Kaczmarczyk - Bartosz Demczuk - Robert Korólczyk     | Kabaret Smile - Andrzej Mierzejewski - Paweł Szwajgier - Michał Kincel       | Loka                       | 28 kwietnia 2018      | 200, 300, –50                | 89 : 98   |
| 10            | 134          | Serialowe żony - Ilona Ostrowska - Katarzyna Cichopek - Ewa Konstancja Bułhak       | Serialowi mężowie - Paweł Królikowski - Marcin Mroczek - Michał Piela        | Grzegorz Hyży              | 5 maja 2018           | 100, 200, –50                | 132: 124  |
| 11            | 135          | Wokalistki - Ewelina Lisowska - Saszan - Majka Jeżowska                             | Wokaliści - Michał Szpak - Stanisław Karpiel-Bułecka - Grzegorz Hyży         | Kasia Nova                 | 12 maja 2018          | 100, 200, 300, –50           | 80 : 86   |
| 12            | 136          | Piłkarze - Piotr Świerczewski - Marcin Żewłakow - Kamil Kosowski                    | Piłkarze - Jerzy Dudek - Tomasz Kłos - Tomasz Frankowski                     | Margaret Andrzej Dąbrowski | 19 maja 2018          | 100, 200, 300, 400, 500, –50 | 121 : 626 |